# Evžen z Milána
Svatý Evžen z Milána (8. století? - 8. století? Milán) byl biskup Milána, žijící v 8. století.

## Život
O jeho životě se nedochovalo mnoho informací. Italský presbyter a kronikář Landulf Milánský napsal, že byl biskupem, který přišel do Milána za vlády Karla Velikého. Je mu připisována obhajoba Ambrosiánského ritu, proti pokusům o jeho zrušení papežem Hadriánem I.

## Úcta
Jeho ostatky se nachází v bazilice sv. Eustorgia.
Jedná se o místní kult milánské arcidiecéze. Jeho svátek se slaví 30. prosince.